# آلشتروپ
آلشتروپ (به لاتین: Aalestrup) یک منطقهٔ مسکونی در دانمارک است که در Vesthimmerland Municipality واقع شده‌است.
 آلشتروپ  ۲٬۷۲۹ نفر جمعیت دارد.